# Aimee Mullins
Aimee Mullins est une athlète handisport, actrice et mannequin américaine, née le 20 juillet 1975 à Allentown en Pennsylvanie.

## Biographie
Aimee Mullins naît en 1975 avec une ectromélie longitudinale externe (hémimélie (en) fibulaire) (c'est-à-dire sans péroné) et est ainsi amputée sous le genou à l'âge d'un an. Elle passe sa scolarité à la Parkland High School d'Allentown, sa ville natale, puis elle étudie à l'université de Georgetown à Washington. C'est là qu'elle pratique l'athlétisme à haut niveau aux côtés d'athlètes valides dans le cadre de la National Collegiate Athletic Association, devenant alors la première athlète amputée à participer aux compétitions de la NCAA. Elle participe aux Jeux paralympiques de 1996 à Atlanta dans les épreuves du 100 mètres (éliminée en demi-finale après avoir couru en 17 s 01) et du saut en longueur (où elle se classe 7e et dernière de la finale avec un saut à 3,14 mètres).
Ses études à l'université de Georgetown lui permettent aussi de bénéficier d'un programme du département de la Défense et de faire un stage au Pentagone.
En 1999, elle défile pour le couturier britannique Alexander McQueen à Londres, avec des prothèses en frêne sculptées à la main. Par la suite, elle est nommée parmi les 50 plus belles personnes au monde par le magazine People. En 2004, elle est photographiée par Nick Knight pour le calendrier Pirelli.
En 2002, elle apparaît dans le film expérimental de Matthew Barney Cremaster 3. L'année suivante, elle poursuit sa carrière naissante d'actrice dans Cinq petits cochons, épisode de la série Hercule Poirot, adaptée de l'œuvre d'Agatha Christie. En 2006, elle joue le rôle d'une journaliste dans le film d'Oliver Stone World Trade Center.
Dans River of Fundament (en), sorti en 2014, elle poursuit sa collaboration avec Matthew Barney en incarnant Isis dans des performances à la fois en direct et filmées depuis 2007.
Côté cinéma, elle intègre aussi quelques jurys de festivals, tels que le Festival de Kars en 2008 et le Festival du film de Taormine en 2009.
En 2007, elle devient présidente de la Women's Sports Foundation et en 2011, elle devient l'une des égéries de L'Oréal, pour les publicités de la gamme de maquillage Accord Parfait.
En 2017, elle est inscrite au National Women's Hall of Fame.

## Filmographie
- 2002 : Cremaster 3 de Matthew Barney : The Entered Novitiate/Oonagh MacCumhail
- 2003 : The Order de Matthew Barney
- 2003 : Hercule Poirot (série télévisée), épisode Cinq petits cochons de Paul Unwin : Lucy Crale
- 2006 : Marvelous de Síofra Campbell : Becka
- 2006 : World Trade Center d'Oliver Stone[4]
- 2008 : Quid Pro Quo de Carlos Brooks : Raine
- 2011 : Naked in a Fishbowl (série télévisée), épisode The Bold and the Bucious : Nance
- 2014 : Young Ones de Jake Paltrow : Katherine Holm
- 2014 : Rob the Mob de Raymond De Felitta (en)
- 2014 : Appropriate Behavior de Desiree Akhavan : Sasha
- 2016 - 2017 : Stranger Things (série télévisée) : Terry/Terresa Ives
- 2018 : Paranoïa (Unsane) de Steven Soderbergh : Ashley Brighterhouse

## Publications
Aimee Mullins apparaît dans les publications suivantes :
- Athlete, 2002  (ISBN 978-0-06-019553-3)
- Laws of the Bandit Queens, 2002  (ISBN 978-0-609-80807-8)
- The Prosthetic Impulse, Smith and Morra eds, 2006  (ISBN 978-0-262-19530-0)

## Distinctions

### Récompenses
- 1997 : « Athlète handicapé féminine de l'année » pour USA Track and Field
- 1997 : Prix « Woman of Distinction » attribué par la National Association of Women in Education
- 1998 : « Special Achievement Award » de la National Rehabilitation Awareness Foundation
- 2004 : NCAA Hall of Fame
- 2009 : Médaille d'or de la République italienne[Quoi ?]

### Nominations
- 1997 : ARETE Awards (Prix du courage), ESPN
- 1998 : Prix Arthur Ashe lors des ESPY Awards